# 베를리너
베를리너(독일어: Berliner) 또는 베를리너 팡쿠헨(독일어: Berliner Pfannkuchen)은 독일의 잼 도넛이다.

## 같이 보기
- 도넛
- 잼 도넛